# 駐留軍等労働者労務管理機構
独立行政法人駐留軍等労働者労務管理機構（ちゅうりゅうぐんとうろうどうしゃろうむかんりきこう）は、防衛省所管の独立行政法人である。職員の地位が一般職の国家公務員となる「行政執行法人」（旧・特定独立行政法人）である。2002年、当時の防衛施設庁労務部が独立行政法人に移行することで発足した。
在日米軍から出される労務要求に対し日本政府が無償で労働力（駐留軍等労働者）を提供する事に関する付随業務（人員の募集、管理、給与計算、福利厚生等）を行っている。

## 拠点
- 東京本部：〒105-0001 東京都港区虎ノ門四丁目3番20号 神谷町MTビル

### 支部・分室
- 三沢支部：〒033-0012 青森県三沢市平畑一丁目1番25号
- 横田支部：〒196-0014 東京都昭島市田中町568-1 昭島昭和第2ビル
- 横須賀支部：〒238-0011 神奈川県横須賀市米が浜通一丁目6番地 村瀬ビル
- 座間支部：〒252-0011 神奈川県座間市相武台一丁目46番1号
- 京丹後支部：〒629-2503 京都府京丹後市大宮町周枳1975番地 MICビル
- 岩国支部：〒740-0027 山口県岩国市中津町二丁目15番35号
  - 呉分室：〒737-0051 広島県呉市中央一丁目6番9号 センタービル呉駅前
- 佐世保支部：〒857-0056 長崎県佐世保市平瀬町3番1号
- 沖縄支部：〒904-0202 沖縄県中頭郡嘉手納町字屋良1058番地1